# VfB Königsberg
VfB Königsberg was een Duitse voetbalclub uit de Oost-Pruisische hoofdstad Koningsbergen (Königsberg), dat tegenwoordig het Russische Kaliningrad is. De club was veruit de sterkste uit de Baltische competitie en nam zestien keer deel aan de Duitse eindronde om het landskampioenschap tot 1944, enkel FC Schalke 04 nam vaker deel. De club miste ook twee eindrondes waar ze normaal wel aan moesten deelnemen, anders waren ze alleen recordhouder. Ondanks de regelmatige aanwezigheid was de club op nationaal vlak geen hoogvlieger en bereikte zelden de tweede ronde.

## Geschiedenis
De club werd opgericht als FC 1900 Königsberg op 7 juli 1900 door leerlingen van het Kneiphöfisches Gymnasium. In augustus 1902 splitsen enkele leden zich af en richtten SC Ostpreußen Königsberg op. Uit deze club werd later ook FC Prussia Königsberg opgericht, de voorloper van de latere aartsrivaal SV Prussia-Samland Königsberg. In 1904 was de club een van de medeoprichters van de Königsbergse voetbalbond. De bond richtte een eigen competitie in die door de club vier keer op rij gewonnen werd. In 1907 wijzigde de club de naam in VfB Königsberg.
In 1908 werd de Baltische voetbalbond opgericht. De kampioenen van de regionale competities in Pommeren, West-Pruisen en Oost-Pruisen namen het tegen elkaar op in de eindronde en de winnaar hiervan plaatste zich voor de nationale eindronde. De clubs uit Königsberg bleven wel in de stadscompetitie spelen.
VfB werd de eerste Baltische kampioen en verloor in de eindronde met 0-7 van Berliner TuFC Viktoria 89. Het volgende seizoen werd VfB opnieuw Baltisch kampioen en trof Viktoria opnieuw en verloor deze keer met 1-12. Voor de Eerste Wereldoorlog kon de club zich niet meer plaatsen voor de eindronde, ofwel werd stadsrivaal SV Prussia-Samland Königsberg regionaal kampioen ofwel moest de club het in de Baltische eindronde afleggen tegen clubs als SV 1910 Allenstein en SC Lituania Tilsit.
In 1921 speelde VfB samen met Stettiner SC en Preußen Danzig de Baltische eindronde. Danzig verloor beide wedstrijden en Stettin en VfB speelden gelijk. Na verlengingen won VfB en werd kampioen. Danzig protesteerde en de wedstrijd VfB - Danzig moest herspeeld worden en het werd gelijk, waardoor Stettin werd afgevaardigd naar de eindronde. Later protesteerde VfB en kreeg alsnog de titel toegewezen, maar voor de Duitse eindronde was het inmiddels te laat.
Het volgende seizoen won de club de Baltische titel in de finale tegen Titania Stettin. Er waren dit seizoen echter opnieuw onregelmatigheden. De finalewedstrijd werd ongeldig verklaard en Titania Stettin trok naar de eindronde. Ook deze keer verkreeg Königsberg de Baltische titel nog, maar was voor het tweede jaar op rij te laat. In 1922/23 nam VfB wraak op beide clubs, die hen de vorige twee jaar uit de eindronde weerden, door met duidelijke cijfers kampioen te worden. Er waren slechts zeven deelnemers en VfB kreeg een bye voor de eerste ronde waardoor ze voor het eerst in de halve finale terechtkwamen en daar nipt met 2-3 verloren van Hamburger SV.
De titel werd opnieuw verlengd en in de eindronde werd de club weggespeeld door SpVgg 1899 Leipzig-Lindenau met 6-1. De volgende drie seizoenen trof de club telkens Hertha BSC in de eindronde en werd telkens gewipt door de Berlijnse club. In dat laatste seizoen nam de club deel als Baltische vicekampioen. Sinds enkele jaren mochten ook de vicekampioenen naar de eindronde.
In 1927/28 behaalde de club voor het eerst een succes door Breslauer SC 08 met 2-3 te verslaan. In de kwartfinale gingen ze opnieuw tegen Hamburg onderuit. Een jaar later kon Breslauer SC al weerwraak nemen door VfB andermaal in de eerste ronde uit te schakelen. In 1929/30 werd de club vernederd door Dresdner SC met 8-1. Dresdner herhaalde diezelfde score in het volgende seizoen, maar deze keer op het eigen veld van VfB. In 1932 werd SV Hindenburg Allenstein Baltisch kampioen en eindigde VfB samen met Viktoria Stolp op de tweede plaats. VfB had een beter doelsaldo, maar dat telde in die tijd niet en er kwam een beslissende wedstrijd die Viktoria won. Het was al van 1922 geleden dat de club zich niet plaatste voor de eindronde. In 1933 plaatste de club zich zelf voor het eerst sinds 1920 niet voor de Baltische eindronde toen de club samen met Tilsiter SC op een derde plaats eindigde in Oost-Pruisen. Door de strenge winters in het Baltische gebied werd de competitie van 1932/33 in 1931 al begonnen en de geplande competitie van 1933/34 al in 1932. De competitie was halverwege toen de NSDAP aan de macht kwam in Duitsland en het voetbal in Duitsland grondig herstructureerde.
De talloze regionale competities werden vervangen door de Gauliga, die ook nog zestien reeksen telde. De clubs uit Oost-Pruisen gingen samen met de clubs uit Danzing-Elbing in de Gauliga Ostpreußen spelen en de eindstand van de reeds gespeelde competitie voor 1933/34 was hiervan wel van belang. VfB eindigde derde en plaatste zich voor de Gauliga. Voor het eerst speelde VfB geen hoofdrol in de nieuwe competitie. Na twee seizoenen werd de competitie hervormd. De Bezirksklasse, de tweede klasse, de voorronde van de Gauliga, waarin alle clubs uit de Gauliga en de beste tweedeklassers van het jaar ervoor speelden. De top twee van elke divisie plaatste zich voor de eigenlijke Gauliga. In 1936 werd de club wel nog vicekampioen in de eigen reeks, maar in de eigenlijke Gauliga werden ze derde in de groepsfase. Ook de volgende twee seizoenen kon de club niet de titel winnen. Na 1938 werd dit systeem weer afgevoerd en kwam er een Gauliga bestaande uit één reeks.
In 1940 werd het seizoen niet afgemaakt vanwege de strenge winter. VfB had al zijn vijf competitiewedstrijden gewonnen. Samen met nog drie clubs speelde de club een kleine eindronde om de deelnemer aan de Duitse eindronde te bepalen. Voor het eerst sinds 1931 plaatste de club zich nog eens hiervoor. De club kwam terecht in een groep met SC Union 06 Oberschöneweide en VfL Stettin. Stettin verloor alle wedstrijden en Union en VfB wonnen de thuiswedstrijden, maar door een beter doelsaldo stootte Union door naar de volgende ronde.
Na dit seizoen verkasten de clubs uit Danzig naar de nieuwe Gauliga Danzig-Westpreußen en was er al heel wat concurrentie minder. VfB werd kampioen en speelde de eindronde in een groep met Hamburg en 1. SV Jena en werd laatste. In 1941/42 schitterde de club in de eindronde. Vanwege de oorlog werden de groepsfases afgeschaft en kwam er een rechtstreekse uitschakeling. De club won met 1-7 van HUS Marienwerder, dat wel regionaal in de buurt lag en in de tweede ronde werd SG OrPo Litzmannstadt met 8-1 wandelen gestuurd. In de kwartfinale werd de club gestopt door SpVgg Blau-Weiß Berlin met 2-1. VfB ging in 1942/43 verder op zijn elan en versloeg SV Neufahrwasser en SG OrPo Warschau, maar omdat de club een niet speelgerechtigde speler had opgesteld werd de club uitgesloten voor de kwartfinale en werd vervangen door Neufahrwasser. Ook het laatste seizoen van de Gauliga werd met overtuiging door de club gewonnen. In de eindronde werd de club in de achtste finale met 3-10 verslagen door HSV Groß Born. Het werd een van de laatste wapenfeiten van de club. Het seizoen 1944/45 werd zoals de meeste competities in Duitsland niet voltooid. VfB stond aan de leiding na zes speeldagen, voor de stad verwoest werd, maar de andere clubs hadden allen minstens twee wedstrijden minder gespeeld.
Na de Tweede Wereldoorlog werd de provincie Oost-Pruisen onder Polen en de Sovjet-Unie verdeeld, Königsberg werd Kaliningrad en VfB Königsberg werd onder dwang ontbonden, net als alle andere clubs in de nieuwe Sovjet-provincie.
Pas op 22 december 1954 werd als door de Sovjet-autoriteiten als de facto opvolger van de club FK Baltika Kaliningrad opgericht.

## Erelijst
Kampioen van Königsberg
1903/04, 1904/05, 1905/06, 1906/07, 1907/08, 1908/09, 1910/11, 1911/12, 1920/21, 1921/22, 1922/23, 1923/24, 1924/25
Kampioen van Oost-Pruisen
1920/21, 1921/22, 1922/23, 1923/24, 1924/25 1925/26, 1926/27, 1927/28, 1928/29, 1929/30, 1930/31, 1931/32
Baltisch Kampioen
1908, 1909, 1920, 1921, 1922, 1923, 1924, 1925, 1926, 1928, 1929, 1930
Gauliga Ostpreußen
1940, 1941, 1942, 1943, 1944